# Lista di asteroidi (384001-385000)
Di seguito una lista di asteroidi dal numero 384001 al 385000 con data di scoperta e scopritore.

## 384001-384100
| Nome     | Designazione provvisoria | Data di scoperta  | Scopritore           |
| -------- | ------------------------ | ----------------- | -------------------- |
| 384001 - | 2008 UP24                | 20 ottobre 2008   | Spacewatch           |
| 384002 - | 2008 UB34                | 20 ottobre 2008   | Spacewatch           |
| 384003 - | 2008 UA37                | 20 ottobre 2008   | Spacewatch           |
| 384004 - | 2008 UW37                | 19 settembre 2003 | Spacewatch           |
| 384005 - | 2008 UT45                | 20 ottobre 2008   | Mt. Lemmon Survey    |
| 384006 - | 2008 UA51                | 20 ottobre 2008   | Mt. Lemmon Survey    |
| 384007 - | 2008 UX52                | 20 ottobre 2008   | Mt. Lemmon Survey    |
| 384008 - | 2008 UZ55                | 23 settembre 2008 | Spacewatch           |
| 384009 - | 2008 UV64                | 21 ottobre 2008   | Spacewatch           |
| 384010 - | 2008 UZ64                | 1º ottobre 2003   | Spacewatch           |
| 384011 - | 2008 UG65                | 21 ottobre 2008   | Spacewatch           |
| 384012 - | 2008 UA67                | 21 ottobre 2008   | Spacewatch           |
| 384013 - | 2008 UG67                | 21 ottobre 2008   | Spacewatch           |
| 384014 - | 2008 UL67                | 21 ottobre 2008   | Spacewatch           |
| 384015 - | 2008 UL73                | 21 ottobre 2008   | Spacewatch           |
| 384016 - | 2008 UO73                | 21 ottobre 2008   | Spacewatch           |
| 384017 - | 2008 UN84                | 23 ottobre 2008   | Spacewatch           |
| 384018 - | 2008 UH88                | 8 ottobre 2008    | Spacewatch           |
| 384019 - | 2008 UL92                | 29 settembre 2008 | CSS                  |
| 384020 - | 2008 UO95                | 22 ottobre 2008   | LUSS                 |
| 384021 - | 2008 UF97                | 25 ottobre 2008   | LINEAR               |
| 384022 - | 2008 UN99                | 24 settembre 2008 | Mt. Lemmon Survey    |
| 384023 - | 2008 UE100               | 27 ottobre 2008   | BATTeRS              |
| 384024 - | 2008 UJ102               | 6 ottobre 2008    | Spacewatch           |
| 384025 - | 2008 UE110               | 22 ottobre 2008   | Spacewatch           |
| 384026 - | 2008 UT113               | 22 ottobre 2008   | Spacewatch           |
| 384027 - | 2008 UA116               | 22 ottobre 2008   | Spacewatch           |
| 384028 - | 2008 UE119               | 22 ottobre 2008   | Spacewatch           |
| 384029 - | 2008 UO122               | 22 ottobre 2008   | Spacewatch           |
| 384030 - | 2008 UK128               | 22 ottobre 2008   | Spacewatch           |
| 384031 - | 2008 UC142               | 2 ottobre 2008    | Mt. Lemmon Survey    |
| 384032 - | 2008 UF148               | 23 ottobre 2008   | Spacewatch           |
| 384033 - | 2008 UY154               | 23 ottobre 2008   | Mt. Lemmon Survey    |
| 384034 - | 2008 UM155               | 8 aprile 2002     | Spacewatch           |
| 384035 - | 2008 UW156               | 23 ottobre 2008   | Mt. Lemmon Survey    |
| 384036 - | 2008 UL166               | 24 ottobre 2008   | Spacewatch           |
| 384037 - | 2008 UV170               | 24 ottobre 2008   | Spacewatch           |
| 384038 - | 2008 UP172               | 24 ottobre 2008   | Spacewatch           |
| 384039 - | 2008 UE178               | 22 settembre 2008 | Spacewatch           |
| 384040 - | 2008 UF182               | 24 ottobre 2008   | Mt. Lemmon Survey    |
| 384041 - | 2008 UO189               | 25 ottobre 2008   | Mt. Lemmon Survey    |
| 384042 - | 2008 UU193               | 25 ottobre 2008   | Mt. Lemmon Survey    |
| 384043 - | 2008 UT194               | 22 settembre 2008 | Mt. Lemmon Survey    |
| 384044 - | 2008 UD203               | 28 ottobre 2008   | LINEAR               |
| 384045 - | 2008 UY204               | 26 ottobre 2008   | Apitzsch, R.         |
| 384046 - | 2008 UH205               | 6 settembre 2008  | Siding Spring Survey |
| 384047 - | 2008 UR207               | 23 ottobre 2008   | Spacewatch           |
| 384048 - | 2008 UR215               | 24 ottobre 2008   | CSS                  |
| 384049 - | 2008 UW217               | 25 ottobre 2008   | Spacewatch           |
| 384050 - | 2008 UE234               | 26 ottobre 2008   | Mt. Lemmon Survey    |
| 384051 - | 2008 UX241               | 1º ottobre 2008   | CSS                  |
| 384052 - | 2008 UD248               | 26 ottobre 2008   | Spacewatch           |
| 384053 - | 2008 UK256               | 27 ottobre 2008   | Spacewatch           |
| 384054 - | 2008 UJ265               | 28 ottobre 2008   | Spacewatch           |
| 384055 - | 2008 UZ271               | 28 ottobre 2008   | Spacewatch           |
| 384056 - | 2008 UU274               | 28 ottobre 2008   | Spacewatch           |
| 384057 - | 2008 UA276               | 28 ottobre 2008   | Mt. Lemmon Survey    |
| 384058 - | 2008 UH280               | 8 ottobre 2008    | CSS                  |
| 384059 - | 2008 UE288               | 28 ottobre 2008   | Mt. Lemmon Survey    |
| 384060 - | 2008 UB289               | 26 settembre 2008 | Spacewatch           |
| 384061 - | 2008 UK301               | 16 aprile 2007    | Siding Spring Survey |
| 384062 - | 2008 UD304               | 29 ottobre 2008   | Spacewatch           |
| 384063 - | 2008 UA317               | 30 ottobre 2008   | Spacewatch           |
| 384064 - | 2008 UV317               | 18 settembre 2003 | Spacewatch           |
| 384065 - | 2008 UL336               | 22 ottobre 2008   | Spacewatch           |
| 384066 - | 2008 UA337               | 20 ottobre 2008   | Spacewatch           |
| 384067 - | 2008 UG337               | 20 ottobre 2008   | Spacewatch           |
| 384068 - | 2008 UC338               | 20 ottobre 2008   | Spacewatch           |
| 384069 - | 2008 UQ340               | 24 ottobre 2008   | CSS                  |
| 384070 - | 2008 UG353               | 20 ottobre 2008   | Mt. Lemmon Survey    |
| 384071 - | 2008 UN356               | 23 ottobre 2008   | Spacewatch           |
| 384072 - | 2008 UG361               | 24 settembre 2008 | CSS                  |
| 384073 - | 2008 UZ367               | 28 ottobre 2008   | LINEAR               |
| 384074 - | 2008 VM14                | 7 novembre 2008   | Andrushivka          |
| 384075 - | 2008 VX14                | 9 novembre 2008   | Stevens, B. L.       |
| 384076 - | 2008 VH24                | 1º novembre 2008  | Spacewatch           |
| 384077 - | 2008 VK26                | 25 ottobre 2008   | Spacewatch           |
| 384078 - | 2008 VM35                | 2 novembre 2008   | Spacewatch           |
| 384079 - | 2008 VA41                | 3 novembre 2008   | Spacewatch           |
| 384080 - | 2008 VC50                | 8 ottobre 2008    | Mt. Lemmon Survey    |
| 384081 - | 2008 VD50                | 4 novembre 2008   | CSS                  |
| 384082 - | 2008 VF50                | 4 novembre 2008   | CSS                  |
| 384083 - | 2008 VJ53                | 23 ottobre 2008   | Spacewatch           |
| 384084 - | 2008 VV54                | 6 novembre 2008   | Mt. Lemmon Survey    |
| 384085 - | 2008 VR60                | 8 novembre 2008   | Mt. Lemmon Survey    |
| 384086 - | 2008 VF63                | 8 novembre 2008   | Spacewatch           |
| 384087 - | 2008 VZ67                | 7 novembre 2008   | Mt. Lemmon Survey    |
| 384088 - | 2008 VV69                | 4 novembre 2008   | Spacewatch           |
| 384089 - | 2008 VZ74                | 6 novembre 2008   | CSS                  |
| 384090 - | 2008 VF76                | 1º novembre 2008  | Mt. Lemmon Survey    |
| 384091 - | 2008 VQ76                | 1º novembre 2008  | Mt. Lemmon Survey    |
| 384092 - | 2008 VW76                | 2 novembre 2008   | Mt. Lemmon Survey    |
| 384093 - | 2008 VD78                | 7 novembre 2008   | Mt. Lemmon Survey    |
| 384094 - | 2008 WE5                 | 17 novembre 2008  | Spacewatch           |
| 384095 - | 2008 WR17                | 17 novembre 2008  | Spacewatch           |
| 384096 - | 2008 WL30                | 19 novembre 2008  | Mt. Lemmon Survey    |
| 384097 - | 2008 WC35                | 1º ottobre 2008   | Spacewatch           |
| 384098 - | 2008 WU39                | 17 novembre 2008  | Spacewatch           |
| 384099 - | 2008 WV41                | 17 novembre 2008  | Spacewatch           |
| 384100 - | 2008 WD42                | 17 novembre 2008  | Spacewatch           |

## 384101-384200
| Nome     | Designazione provvisoria | Data di scoperta | Scopritore               |
| -------- | ------------------------ | ---------------- | ------------------------ |
| 384101 - | 2008 WW45                | 17 novembre 2008 | Spacewatch               |
| 384102 - | 2008 WT47                | 17 novembre 2008 | Spacewatch               |
| 384103 - | 2008 WO49                | 18 novembre 2008 | CSS                      |
| 384104 - | 2008 WR70                | 18 novembre 2008 | Spacewatch               |
| 384105 - | 2008 WR82                | 7 novembre 2008  | Mt. Lemmon Survey        |
| 384106 - | 2008 WY82                | 20 novembre 2008 | Spacewatch               |
| 384107 - | 2008 WE90                | 22 novembre 2008 | Spacewatch               |
| 384108 - | 2008 WV91                | 23 novembre 2008 | Mt. Lemmon Survey        |
| 384109 - | 2008 WS93                | 26 novembre 2008 | Crni Vrh                 |
| 384110 - | 2008 WF94                | 24 novembre 2008 | Dillon, W. G., Wells, D. |
| 384111 - | 2008 WJ95                | 23 novembre 2008 | LINEAR                   |
| 384112 - | 2008 WV97                | 19 novembre 2008 | CSS                      |
| 384113 - | 2008 WF127               | 30 novembre 2008 | Mt. Lemmon Survey        |
| 384114 - | 2008 WK129               | 20 novembre 2008 | Mt. Lemmon Survey        |
| 384115 - | 2008 WR133               | 18 novembre 2008 | CSS                      |
| 384116 - | 2008 WD134               | 19 novembre 2008 | Mt. Lemmon Survey        |
| 384117 - | 2008 WK137               | 22 novembre 2008 | Spacewatch               |
| 384118 - | 2008 WP139               | 23 novembre 2008 | Mt. Lemmon Survey        |
| 384119 - | 2008 WV140               | 19 novembre 2008 | CSS                      |
| 384120 - | 2008 WJ141               | 22 novembre 2008 | Mt. Lemmon Survey        |
| 384121 - | 2008 XP1                 | 2 dicembre 2008  | LINEAR                   |
| 384122 - | 2008 XL32                | 2 dicembre 2008  | Spacewatch               |
| 384123 - | 2008 XC42                | 24 novembre 2008 | Spacewatch               |
| 384124 - | 2008 XH47                | 1º dicembre 2008 | Spacewatch               |
| 384125 - | 2008 XF49                | 7 dicembre 2008  | Mt. Lemmon Survey        |
| 384126 - | 2008 YN11                | 21 dicembre 2008 | Spacewatch               |
| 384127 - | 2008 YG49                | 29 dicembre 2008 | Mt. Lemmon Survey        |
| 384128 - | 2008 YR58                | 30 dicembre 2008 | Spacewatch               |
| 384129 - | 2008 YZ65                | 31 dicembre 2008 | Spacewatch               |
| 384130 - | 2008 YW69                | 29 dicembre 2008 | Mt. Lemmon Survey        |
| 384131 - | 2008 YJ75                | 30 dicembre 2008 | Mt. Lemmon Survey        |
| 384132 - | 2008 YZ83                | 31 dicembre 2008 | Spacewatch               |
| 384133 - | 2008 YA86                | 29 dicembre 2008 | Spacewatch               |
| 384134 - | 2008 YS87                | 29 dicembre 2008 | Spacewatch               |
| 384135 - | 2008 YC91                | 29 dicembre 2008 | Spacewatch               |
| 384136 - | 2008 YR97                | 29 dicembre 2008 | Mt. Lemmon Survey        |
| 384137 - | 2008 YU99                | 29 dicembre 2008 | Spacewatch               |
| 384138 - | 2008 YY103               | 29 dicembre 2008 | Spacewatch               |
| 384139 - | 2008 YM106               | 29 dicembre 2008 | Spacewatch               |
| 384140 - | 2008 YU117               | 29 dicembre 2008 | Mt. Lemmon Survey        |
| 384141 - | 2008 YA118               | 29 dicembre 2008 | Mt. Lemmon Survey        |
| 384142 - | 2008 YQ129               | 16 maggio 2005   | Mt. Lemmon Survey        |
| 384143 - | 2008 YV134               | 30 dicembre 2008 | Spacewatch               |
| 384144 - | 2008 YJ137               | 30 dicembre 2008 | Spacewatch               |
| 384145 - | 2008 YR138               | 30 dicembre 2008 | Mt. Lemmon Survey        |
| 384146 - | 2008 YX151               | 22 dicembre 2008 | Mt. Lemmon Survey        |
| 384147 - | 2008 YG152               | 22 dicembre 2008 | Spacewatch               |
| 384148 - | 2008 YD154               | 21 dicembre 2008 | Spacewatch               |
| 384149 - | 2008 YK165               | 30 dicembre 2008 | CSS                      |
| 384150 - | 2008 YF171               | 22 dicembre 2008 | CSS                      |
| 384151 - | 2009 AO13                | 2 gennaio 2009   | Mt. Lemmon Survey        |
| 384152 - | 2009 AQ13                | 22 dicembre 2008 | Spacewatch               |
| 384153 - | 2009 AV14                | 2 gennaio 2009   | Mt. Lemmon Survey        |
| 384154 - | 2009 AH20                | 2 gennaio 2009   | Mt. Lemmon Survey        |
| 384155 - | 2009 AJ24                | 24 maggio 2006   | Mt. Lemmon Survey        |
| 384156 - | 2009 AF25                | 1º gennaio 2009  | Mt. Lemmon Survey        |
| 384157 - | 2009 AV26                | 2 gennaio 2009   | Spacewatch               |
| 384158 - | 2009 AK27                | 2 gennaio 2009   | Spacewatch               |
| 384159 - | 2009 AS32                | 15 gennaio 2009  | Spacewatch               |
| 384160 - | 2009 AS33                | 15 gennaio 2009  | Spacewatch               |
| 384161 - | 2009 AO35                | 15 gennaio 2009  | Spacewatch               |
| 384162 - | 2009 AP43                | 1º gennaio 2009  | Spacewatch               |
| 384163 - | 2009 AH47                | 2 gennaio 2009   | Mt. Lemmon Survey        |
| 384164 - | 2009 AH49                | 1º gennaio 2009  | Spacewatch               |
| 384165 - | 2009 BB10                | 21 gennaio 2009  | Hug, G.                  |
| 384166 - | 2009 BR20                | 2 gennaio 2009   | Mt. Lemmon Survey        |
| 384167 - | 2009 BO25                | 19 gennaio 2009  | Mt. Lemmon Survey        |
| 384168 - | 2009 BR29                | 16 gennaio 2009  | Spacewatch               |
| 384169 - | 2009 BW30                | 16 gennaio 2009  | Spacewatch               |
| 384170 - | 2009 BK31                | 16 gennaio 2009  | Spacewatch               |
| 384171 - | 2009 BC35                | 16 gennaio 2009  | Spacewatch               |
| 384172 - | 2009 BH35                | 1º gennaio 2009  | Mt. Lemmon Survey        |
| 384173 - | 2009 BL41                | 16 gennaio 2009  | Spacewatch               |
| 384174 - | 2009 BK44                | 16 gennaio 2009  | Spacewatch               |
| 384175 - | 2009 BN44                | 16 gennaio 2009  | Spacewatch               |
| 384176 - | 2009 BM49                | 16 gennaio 2009  | Mt. Lemmon Survey        |
| 384177 - | 2009 BQ51                | 16 gennaio 2009  | Mt. Lemmon Survey        |
| 384178 - | 2009 BK52                | 16 gennaio 2009  | Spacewatch               |
| 384179 - | 2009 BK56                | 17 gennaio 2009  | Spacewatch               |
| 384180 - | 2009 BS67                | 20 gennaio 2009  | Spacewatch               |
| 384181 - | 2009 BH70                | 25 gennaio 2009  | CSS                      |
| 384182 - | 2009 BK75                | 23 gennaio 2009  | PMO NEO Survey Program   |
| 384183 - | 2009 BC76                | 18 gennaio 2009  | Mt. Lemmon Survey        |
| 384184 - | 2009 BN83                | 20 gennaio 2009  | CSS                      |
| 384185 - | 2009 BX85                | 25 gennaio 2009  | Spacewatch               |
| 384186 - | 2009 BT90                | 25 gennaio 2009  | Spacewatch               |
| 384187 - | 2009 BR94                | 25 gennaio 2009  | Spacewatch               |
| 384188 - | 2009 BS101               | 29 gennaio 2009  | Mt. Lemmon Survey        |
| 384189 - | 2009 BJ103               | 29 dicembre 2008 | Mt. Lemmon Survey        |
| 384190 - | 2009 BT106               | 28 gennaio 2009  | CSS                      |
| 384191 - | 2009 BG107               | 28 gennaio 2009  | CSS                      |
| 384192 - | 2009 BH113               | 26 gennaio 2009  | Cerro Burek              |
| 384193 - | 2009 BH117               | 29 gennaio 2009  | Mt. Lemmon Survey        |
| 384194 - | 2009 BO118               | 30 gennaio 2009  | Mt. Lemmon Survey        |
| 384195 - | 2009 BA131               | 31 gennaio 2009  | Mt. Lemmon Survey        |
| 384196 - | 2009 BZ132               | 31 gennaio 2009  | Siding Spring Survey     |
| 384197 - | 2009 BP137               | 29 gennaio 2009  | Spacewatch               |
| 384198 - | 2009 BP146               | 30 gennaio 2009  | Mt. Lemmon Survey        |
| 384199 - | 2009 BK150               | 31 gennaio 2009  | Spacewatch               |
| 384200 - | 2009 BZ153               | 31 gennaio 2009  | Spacewatch               |

## 384201-384300
| Nome                 | Designazione provvisoria | Data di scoperta  | Scopritore            |
| -------------------- | ------------------------ | ----------------- | --------------------- |
| 384201 -             | 2009 BW155               | 31 gennaio 2009   | Spacewatch            |
| 384202 -             | 2009 BK156               | 31 gennaio 2009   | Spacewatch            |
| 384203 -             | 2009 BN168               | 18 gennaio 2009   | Spacewatch            |
| 384204 -             | 2009 BS172               | 18 gennaio 2009   | Mt. Lemmon Survey     |
| 384205 -             | 2009 BE183               | 25 gennaio 2009   | Spacewatch            |
| 384206 -             | 2009 BB186               | 29 gennaio 2009   | CSS                   |
| 384207 -             | 2009 BT186               | 25 gennaio 2009   | Spacewatch            |
| 384208 -             | 2009 BU186               | 25 gennaio 2009   | Spacewatch            |
| 384209 -             | 2009 BQ188               | 18 gennaio 2009   | Mt. Lemmon Survey     |
| 384210 -             | 2009 CS6                 | 19 gennaio 2009   | Mt. Lemmon Survey     |
| 384211 -             | 2009 CF29                | 1º febbraio 2009  | Spacewatch            |
| 384212 -             | 2009 CB30                | 1º febbraio 2009  | Spacewatch            |
| 384213 -             | 2009 CY31                | 1º febbraio 2009  | Spacewatch            |
| 384214 -             | 2009 CJ32                | 1º febbraio 2009  | Spacewatch            |
| 384215 -             | 2009 CX38                | 13 febbraio 2009  | Spacewatch            |
| 384216 -             | 2009 CT49                | 14 febbraio 2009  | Mt. Lemmon Survey     |
| 384217 -             | 2009 CN59                | 4 febbraio 2009   | Mt. Lemmon Survey     |
| 384218 -             | 2009 CX60                | 14 febbraio 2009  | Spacewatch            |
| 384219 -             | 2009 CM63                | 11 novembre 2002  | Spacewatch            |
| 384220 -             | 2009 DK4                 | 21 febbraio 2009  | CSS                   |
| 384221 -             | 2009 DN9                 | 17 febbraio 2009  | LINEAR                |
| 384222 -             | 2009 DP9                 | 1º febbraio 2009  | Mt. Lemmon Survey     |
| 384223 -             | 2009 DG17                | 17 febbraio 2009  | Spacewatch            |
| 384224 -             | 2009 DV22                | 19 febbraio 2009  | Spacewatch            |
| 384225 -             | 2009 DP26                | 22 febbraio 2009  | Hormuth, F.           |
| 384226 -             | 2009 DA31                | 23 febbraio 2009  | Durig, D. T.          |
| 384227 -             | 2009 DZ32                | 20 febbraio 2009  | Spacewatch            |
| 384228 -             | 2009 DN35                | 20 febbraio 2009  | Spacewatch            |
| 384229 -             | 2009 DQ40                | 17 gennaio 2009   | Spacewatch            |
| 384230 -             | 2009 DT47                | 28 febbraio 2009  | LINEAR                |
| 384231 -             | 2009 DP53                | 16 settembre 2006 | LONEOS                |
| 384232 -             | 2009 DR54                | 17 gennaio 2009   | Spacewatch            |
| 384233 -             | 2009 DU55                | 22 febbraio 2009  | Spacewatch            |
| 384234 -             | 2009 DZ55                | 22 febbraio 2009  | Spacewatch            |
| 384235 -             | 2009 DO57                | 30 dicembre 2008  | Mt. Lemmon Survey     |
| 384236 -             | 2009 DC58                | 19 novembre 2007  | Spacewatch            |
| 384237 -             | 2009 DU63                | 20 febbraio 2009  | LINEAR                |
| 384238 -             | 2009 DY66                | 24 febbraio 2009  | Mt. Lemmon Survey     |
| 384239 -             | 2009 DM71                | 19 febbraio 2009  | OAM                   |
| 384240 -             | 2009 DH74                | 26 febbraio 2009  | CSS                   |
| 384241 -             | 2009 DG76                | 21 febbraio 2009  | Mt. Lemmon Survey     |
| 384242 -             | 2009 DN77                | 22 febbraio 2009  | Mt. Lemmon Survey     |
| 384243 -             | 2009 DA94                | 28 febbraio 2009  | Mt. Lemmon Survey     |
| 384244 -             | 2009 DP107               | 28 febbraio 2009  | Spacewatch            |
| 384245 -             | 2009 DF116               | 27 febbraio 2009  | Spacewatch            |
| 384246 -             | 2009 DJ123               | 24 febbraio 2009  | Mt. Lemmon Survey     |
| 384247 -             | 2009 DW123               | 16 febbraio 2009  | Spacewatch            |
| 384248 -             | 2009 DG135               | 22 febbraio 2009  | Spacewatch            |
| 384249 -             | 2009 DH137               | 19 febbraio 2009  | Mt. Lemmon Survey     |
| 384250 -             | 2009 DZ138               | 24 febbraio 2009  | Spacewatch            |
| 384251 -             | 2009 DT141               | 18 gennaio 2009   | Mt. Lemmon Survey     |
| 384252 -             | 2009 ES3                 | 14 marzo 2009     | OAM                   |
| 384253 -             | 2009 EU14                | 15 marzo 2009     | Spacewatch            |
| 384254 -             | 2009 EY14                | 15 marzo 2009     | Spacewatch            |
| 384255 -             | 2009 EL16                | 15 marzo 2009     | Spacewatch            |
| 384256 -             | 2009 EJ18                | 15 marzo 2009     | Spacewatch            |
| 384257 -             | 2009 EX18                | 15 marzo 2009     | Mt. Lemmon Survey     |
| 384258 -             | 2009 EG20                | 15 marzo 2009     | OAM                   |
| 384259 -             | 2009 EB28                | 1º marzo 2009     | Mt. Lemmon Survey     |
| 384260 -             | 2009 EY28                | 6 marzo 2009      | Siding Spring Survey  |
| 384261 -             | 2009 FF3                 | 16 marzo 2009     | OAM                   |
| 384262 -             | 2009 FP25                | 22 marzo 2009     | Kling, R., Zimmer, U. |
| 384263 -             | 2009 FD26                | 16 marzo 2009     | CSS                   |
| 384264 -             | 2009 FW32                | 17 marzo 2009     | CSS                   |
| 384265 -             | 2009 FJ33                | 21 marzo 2009     | CSS                   |
| 384266 -             | 2009 FO43                | 30 marzo 2009     | Tozzi, F.             |
| 384267 -             | 2009 FA51                | 28 marzo 2009     | CSS                   |
| 384268 -             | 2009 FM52                | 28 marzo 2009     | CSS                   |
| 384269 -             | 2009 FU74                | 18 marzo 2009     | LINEAR                |
| 384270 -             | 2009 HQ5                 | 17 aprile 2009    | Spacewatch            |
| 384271 -             | 2009 HU74                | 10 settembre 2007 | CSS                   |
| 384272 -             | 2009 HR94                | 16 dicembre 2004  | CSS                   |
| 384273 -             | 2009 KK9                 | 24 maggio 2009    | CSS                   |
| 384274 -             | 2009 PD2                 | 15 agosto 2009    | Molnar, L. A.         |
| 384275 -             | 2009 PO3                 | 12 agosto 2009    | OAM                   |
| 384276 -             | 2009 PV11                | 15 agosto 2009    | Spacewatch            |
| 384277 -             | 2009 QR5                 | 17 agosto 2009    | Ries, W.              |
| 384278 -             | 2009 QM8                 | 17 agosto 2009    | LINEAR                |
| 384279 -             | 2009 QR10                | 15 agosto 2009    | CSS                   |
| 384280 -             | 2009 QL18                | 17 agosto 2009    | Spacewatch            |
| 384281 -             | 2009 QC20                | 19 agosto 2009    | OAM                   |
| 384282 Evgeniyegorov | 2009 QU38                | 28 agosto 2009    | Kryachko, T. V.       |
| 384283 -             | 2009 QC39                | 20 agosto 2009    | Spacewatch            |
| 384284 -             | 2009 QE43                | 26 agosto 2009    | CSS                   |
| 384285 -             | 2009 QV47                | 28 febbraio 2008  | Mt. Lemmon Survey     |
| 384286 -             | 2009 QJ51                | 27 agosto 2009    | Spacewatch            |
| 384287 -             | 2009 RA7                 | 10 settembre 2009 | CSS                   |
| 384288 -             | 2009 RA14                | 12 settembre 2009 | Spacewatch            |
| 384289 -             | 2009 RJ14                | 12 settembre 2009 | Spacewatch            |
| 384290 -             | 2009 RL14                | 12 settembre 2009 | Spacewatch            |
| 384291 -             | 2009 RM15                | 12 settembre 2009 | Spacewatch            |
| 384292 -             | 2009 RU15                | 12 settembre 2009 | Spacewatch            |
| 384293 -             | 2009 RM25                | 15 settembre 2009 | Spacewatch            |
| 384294 -             | 2009 RH26                | 13 settembre 2009 | LINEAR                |
| 384295 -             | 2009 RH27                | 12 settembre 2009 | Spacewatch            |
| 384296 -             | 2009 RM42                | 15 settembre 2009 | Spacewatch            |
| 384297 -             | 2009 RS44                | 15 settembre 2009 | Spacewatch            |
| 384298 -             | 2009 RJ55                | 15 settembre 2009 | Spacewatch            |
| 384299 -             | 2009 RO58                | 15 settembre 2009 | Spacewatch            |
| 384300 -             | 2009 SB3                 | 16 settembre 2009 | Spacewatch            |

## 384301-384400
| Nome     | Designazione provvisoria | Data di scoperta  | Scopritore        |
| -------- | ------------------------ | ----------------- | ----------------- |
| 384301 - | 2009 SS19                | 20 settembre 2009 | Calvin College    |
| 384302 - | 2009 SV22                | 24 novembre 2006  | Spacewatch        |
| 384303 - | 2009 SM37                | 16 settembre 2009 | Spacewatch        |
| 384304 - | 2009 SA39                | 16 settembre 2009 | Spacewatch        |
| 384305 - | 2009 SU60                | 17 settembre 2009 | Spacewatch        |
| 384306 - | 2009 SJ67                | 17 settembre 2009 | Spacewatch        |
| 384307 - | 2009 SJ88                | 18 settembre 2009 | Spacewatch        |
| 384308 - | 2009 SG108               | 16 settembre 2009 | Mt. Lemmon Survey |
| 384309 - | 2009 SD118               | 18 settembre 2009 | Spacewatch        |
| 384310 - | 2009 SH118               | 18 settembre 2009 | Spacewatch        |
| 384311 - | 2009 SB121               | 18 settembre 2009 | Spacewatch        |
| 384312 - | 2009 SS130               | 18 settembre 2009 | Spacewatch        |
| 384313 - | 2009 SW143               | 19 settembre 2009 | Spacewatch        |
| 384314 - | 2009 SV152               | 20 settembre 2009 | Mt. Lemmon Survey |
| 384315 - | 2009 SP158               | 20 settembre 2009 | Spacewatch        |
| 384316 - | 2009 SO167               | 23 settembre 2009 | Mt. Lemmon Survey |
| 384317 - | 2009 SJ202               | 22 settembre 2009 | Spacewatch        |
| 384318 - | 2009 SG209               | 23 settembre 2009 | Spacewatch        |
| 384319 - | 2009 SH214               | 23 settembre 2009 | Spacewatch        |
| 384320 - | 2009 SW214               | 23 settembre 2009 | Spacewatch        |
| 384321 - | 2009 ST223               | 27 novembre 2006  | Spacewatch        |
| 384322 - | 2009 SY224               | 25 settembre 2009 | Spacewatch        |
| 384323 - | 2009 SZ239               | 17 settembre 2009 | CSS               |
| 384324 - | 2009 SL251               | 10 gennaio 2003   | Spacewatch        |
| 384325 - | 2009 SP268               | 24 settembre 2009 | Spacewatch        |
| 384326 - | 2009 SM271               | 24 settembre 2009 | Spacewatch        |
| 384327 - | 2009 SM289               | 25 settembre 2009 | Spacewatch        |
| 384328 - | 2009 SJ302               | 16 settembre 2009 | CSS               |
| 384329 - | 2009 SQ304               | 27 agosto 2009    | Spacewatch        |
| 384330 - | 2009 SD330               | 11 novembre 1998  | ODAS              |
| 384331 - | 2009 SA332               | 20 settembre 2009 | Mt. Lemmon Survey |
| 384332 - | 2009 SK337               | 27 settembre 2009 | CSS               |
| 384333 - | 2009 SJ343               | 17 settembre 2009 | Spacewatch        |
| 384334 - | 2009 SC347               | 27 settembre 2009 | CSS               |
| 384335 - | 2009 SP350               | 26 settembre 2009 | Spacewatch        |
| 384336 - | 2009 SY362               | 25 settembre 2009 | Spacewatch        |
| 384337 - | 2009 TF1                 | 10 ottobre 2009   | BATTeRS           |
| 384338 - | 2009 TR2                 | 11 ottobre 2009   | OAM               |
| 384339 - | 2009 TM3                 | 11 ottobre 2009   | OAM               |
| 384340 - | 2009 TE4                 | 13 ottobre 2009   | Lowe, A.          |
| 384341 - | 2009 TC9                 | 12 ottobre 2009   | OAM               |
| 384342 - | 2009 TW10                | 11 ottobre 2009   | Mt. Lemmon Survey |
| 384343 - | 2009 TO12                | 10 ottobre 2009   | Kugel, F.         |
| 384344 - | 2009 TP14                | 12 ottobre 2009   | Mt. Lemmon Survey |
| 384345 - | 2009 TU26                | 28 settembre 2009 | Mt. Lemmon Survey |
| 384346 - | 2009 TO27                | 14 ottobre 2009   | OAM               |
| 384347 - | 2009 TO30                | 15 ottobre 2009   | Mt. Lemmon Survey |
| 384348 - | 2009 TZ35                | 14 ottobre 2009   | CSS               |
| 384349 - | 2009 TT44                | 14 ottobre 2009   | Mt. Lemmon Survey |
| 384350 - | 2009 UQ1                 | 16 ottobre 2009   | LINEAR            |
| 384351 - | 2009 UC2                 | 1º ottobre 2009   | Mt. Lemmon Survey |
| 384352 - | 2009 UX16                | 18 ottobre 2009   | OAM               |
| 384353 - | 2009 UV17                | 20 ottobre 2009   | Mayhill           |
| 384354 - | 2009 UA28                | 22 ottobre 2009   | CSS               |
| 384355 - | 2009 UW33                | 18 ottobre 2009   | Mt. Lemmon Survey |
| 384356 - | 2009 UA71                | 22 ottobre 2009   | CSS               |
| 384357 - | 2009 UA72                | 23 ottobre 2009   | Spacewatch        |
| 384358 - | 2009 UL72                | 23 ottobre 2009   | Mt. Lemmon Survey |
| 384359 - | 2009 UM74                | 21 ottobre 2009   | Mt. Lemmon Survey |
| 384360 - | 2009 UV80                | 22 ottobre 2009   | CSS               |
| 384361 - | 2009 UP81                | 21 febbraio 2007  | Mt. Lemmon Survey |
| 384362 - | 2009 UV83                | 19 settembre 2009 | Mt. Lemmon Survey |
| 384363 - | 2009 US85                | 23 ottobre 2009   | Mt. Lemmon Survey |
| 384364 - | 2009 UT93                | 26 ottobre 2009   | BATTeRS           |
| 384365 - | 2009 UR102               | 24 ottobre 2009   | CSS               |
| 384366 - | 2009 UF108               | 23 ottobre 2009   | Spacewatch        |
| 384367 - | 2009 UB110               | 23 ottobre 2009   | Spacewatch        |
| 384368 - | 2009 UX116               | 22 ottobre 2009   | Mt. Lemmon Survey |
| 384369 - | 2009 UF125               | 23 dicembre 2006  | Mt. Lemmon Survey |
| 384370 - | 2009 UC131               | 16 ottobre 2009   | CSS               |
| 384371 - | 2009 UM136               | 24 ottobre 2009   | CSS               |
| 384372 - | 2009 UW138               | 25 ottobre 2009   | Mt. Lemmon Survey |
| 384373 - | 2009 UL150               | 18 ottobre 2009   | Mt. Lemmon Survey |
| 384374 - | 2009 UE152               | 23 ottobre 2009   | Mt. Lemmon Survey |
| 384375 - | 2009 VC3                 | 10 novembre 2009  | Mayhill           |
| 384376 - | 2009 VG3                 | 9 novembre 2009   | Hobart, J.        |
| 384377 - | 2009 VR5                 | 8 novembre 2009   | Mt. Lemmon Survey |
| 384378 - | 2009 VS24                | 9 novembre 2009   | OAM               |
| 384379 - | 2009 VX26                | 8 novembre 2009   | Spacewatch        |
| 384380 - | 2009 VZ26                | 8 novembre 2009   | Spacewatch        |
| 384381 - | 2009 VQ28                | 8 novembre 2009   | Mt. Lemmon Survey |
| 384382 - | 2009 VF38                | 8 novembre 2009   | Mt. Lemmon Survey |
| 384383 - | 2009 VD45                | 11 novembre 2009  | LINEAR            |
| 384384 - | 2009 VJ46                | 9 novembre 2009   | CSS               |
| 384385 - | 2009 VK64                | 9 maggio 1996     | Spacewatch        |
| 384386 - | 2009 VG69                | 9 novembre 2009   | Mt. Lemmon Survey |
| 384387 - | 2009 VY70                | 9 novembre 2009   | Spacewatch        |
| 384388 - | 2009 VE73                | 9 ottobre 1999    | Spacewatch        |
| 384389 - | 2009 VO76                | 15 novembre 2009  | Mt. Lemmon Survey |
| 384390 - | 2009 VL77                | 9 novembre 2009   | CSS               |
| 384391 - | 2009 VT78                | 10 novembre 2009  | Spacewatch        |
| 384392 - | 2009 VC80                | 11 novembre 2009  | CSS               |
| 384393 - | 2009 VU93                | 15 novembre 2009  | CSS               |
| 384394 - | 2009 VR111               | 14 novembre 2009  | OAM               |
| 384395 - | 2009 VF114               | 9 novembre 2009   | Mt. Lemmon Survey |
| 384396 - | 2009 WO1                 | 28 agosto 2005    | Spacewatch        |
| 384397 - | 2009 WB27                | 11 ottobre 2005   | Spacewatch        |
| 384398 - | 2009 WG27                | 16 novembre 2009  | Spacewatch        |
| 384399 - | 2009 WW36                | 8 novembre 2009   | Spacewatch        |
| 384400 - | 2009 WG43                | 17 novembre 2009  | CSS               |

## 384401-384500
| Nome     | Designazione provvisoria | Data di scoperta  | Scopritore        |
| -------- | ------------------------ | ----------------- | ----------------- |
| 384401 - | 2009 WK43                | 17 novembre 2009  | CSS               |
| 384402 - | 2009 WA45                | 18 novembre 2009  | Spacewatch        |
| 384403 - | 2009 WU65                | 30 ottobre 2005   | Mt. Lemmon Survey |
| 384404 - | 2009 WT70                | 11 marzo 2007     | Spacewatch        |
| 384405 - | 2009 WU70                | 18 novembre 2009  | Spacewatch        |
| 384406 - | 2009 WZ70                | 18 novembre 2009  | Spacewatch        |
| 384407 - | 2009 WF84                | 19 novembre 2009  | Spacewatch        |
| 384408 - | 2009 WH93                | 19 novembre 2009  | OAM               |
| 384409 - | 2009 WK93                | 19 novembre 2009  | OAM               |
| 384410 - | 2009 WM126               | 20 novembre 2009  | Spacewatch        |
| 384411 - | 2009 WK143               | 28 settembre 2009 | Spacewatch        |
| 384412 - | 2009 WJ165               | 21 novembre 2009  | Spacewatch        |
| 384413 - | 2009 WN166               | 21 novembre 2009  | Mt. Lemmon Survey |
| 384414 - | 2009 WZ167               | 22 novembre 2009  | Spacewatch        |
| 384415 - | 2009 WR176               | 23 novembre 2009  | Spacewatch        |
| 384416 - | 2009 WZ194               | 17 novembre 2009  | CSS               |
| 384417 - | 2009 WO196               | 25 novembre 2009  | CSS               |
| 384418 - | 2009 WQ204               | 9 novembre 2009   | Spacewatch        |
| 384419 - | 2009 WD225               | 17 novembre 2009  | Mt. Lemmon Survey |
| 384420 - | 2009 WJ230               | 17 novembre 2009  | Mt. Lemmon Survey |
| 384421 - | 2009 WY234               | 19 novembre 2009  | CSS               |
| 384422 - | 2009 WQ262               | 21 novembre 2009  | Mt. Lemmon Survey |
| 384423 - | 2009 WE263               | 25 novembre 2009  | Spacewatch        |
| 384424 - | 2009 XX1                 | 16 ottobre 2009   | CSS               |
| 384425 - | 2009 XY8                 | 13 dicembre 2009  | BATTeRS           |
| 384426 - | 2009 XL13                | 13 dicembre 2009  | Mt. Lemmon Survey |
| 384427 - | 2009 XM16                | 15 dicembre 2009  | Mt. Lemmon Survey |
| 384428 - | 2009 XR17                | 15 dicembre 2009  | Mt. Lemmon Survey |
| 384429 - | 2009 XY20                | 15 dicembre 2009  | Mt. Lemmon Survey |
| 384430 - | 2009 XM22                | 15 dicembre 2009  | Mt. Lemmon Survey |
| 384431 - | 2009 XX22                | 15 dicembre 2009  | Mt. Lemmon Survey |
| 384432 - | 2009 YQ2                 | 10 settembre 2004 | Spacewatch        |
| 384433 - | 2009 YN14                | 18 dicembre 2009  | Mt. Lemmon Survey |
| 384434 - | 2009 YS14                | 18 dicembre 2009  | Mt. Lemmon Survey |
| 384435 - | 2009 YZ20                | 27 dicembre 2009  | Spacewatch        |
| 384436 - | 2009 YC23                | 20 dicembre 2009  | Mt. Lemmon Survey |
| 384437 - | 2009 YQ23                | 19 dicembre 2009  | Spacewatch        |
| 384438 - | 2010 AU5                 | 5 gennaio 2010    | Spacewatch        |
| 384439 - | 2010 AG12                | 6 gennaio 2010    | Spacewatch        |
| 384440 - | 2010 AD21                | 5 gennaio 2010    | Spacewatch        |
| 384441 - | 2010 AX24                | 6 gennaio 2010    | Spacewatch        |
| 384442 - | 2010 AL25                | 3 settembre 2008  | Spacewatch        |
| 384443 - | 2010 AQ25                | 21 novembre 2009  | Mt. Lemmon Survey |
| 384444 - | 2010 AV30                | 15 novembre 2009  | Mt. Lemmon Survey |
| 384445 - | 2010 AW30                | 6 gennaio 2010    | Spacewatch        |
| 384446 - | 2010 AD59                | 6 gennaio 2010    | CSS               |
| 384447 - | 2010 AA64                | 22 agosto 2004    | Spacewatch        |
| 384448 - | 2010 AU65                | 11 gennaio 2010   | Spacewatch        |
| 384449 - | 2010 AL66                | 11 gennaio 2010   | Spacewatch        |
| 384450 - | 2010 AX68                | 11 ottobre 2005   | Spacewatch        |
| 384451 - | 2010 AC71                | 5 settembre 2008  | Spacewatch        |
| 384452 - | 2010 AB73                | 13 gennaio 2010   | Mt. Lemmon Survey |
| 384453 - | 2010 AG86                | 8 gennaio 2010    | WISE              |
| 384454 - | 2010 AS99                | 12 gennaio 2010   | WISE              |
| 384455 - | 2010 AY117               | 13 gennaio 2010   | WISE              |
| 384456 - | 2010 BW1                 | 7 gennaio 2010    | Spacewatch        |
| 384457 - | 2010 BY1                 | 8 ottobre 2008    | Mt. Lemmon Survey |
| 384458 - | 2010 BM2                 | 18 gennaio 2010   | Sposetti, S.      |
| 384459 - | 2010 BM4                 | 24 gennaio 2010   | Piszkesteto       |
| 384460 - | 2010 BC5                 | 23 gennaio 2010   | BATTeRS           |
| 384461 - | 2010 BS7                 | 16 gennaio 2010   | WISE              |
| 384462 - | 2010 BX20                | 17 gennaio 2010   | WISE              |
| 384463 - | 2010 BM57                | 21 gennaio 2010   | WISE              |
| 384464 - | 2010 BO57                | 21 gennaio 2010   | WISE              |
| 384465 - | 2010 BQ65                | 22 gennaio 2010   | WISE              |
| 384466 - | 2010 BK71                | 23 gennaio 2010   | WISE              |
| 384467 - | 2010 BL74                | 13 gennaio 1996   | Spacewatch        |
| 384468 - | 2010 BU75                | 26 settembre 2006 | Mt. Lemmon Survey |
| 384469 - | 2010 CV2                 | 27 novembre 2009  | Mt. Lemmon Survey |
| 384470 - | 2010 CO3                 | 5 febbraio 2010   | Spacewatch        |
| 384471 - | 2010 CU3                 | 10 agosto 2007    | Spacewatch        |
| 384472 - | 2010 CY24                | 23 settembre 2008 | Mt. Lemmon Survey |
| 384473 - | 2010 CE26                | 21 settembre 2008 | Spacewatch        |
| 384474 - | 2010 CX28                | 9 febbraio 2010   | Spacewatch        |
| 384475 - | 2010 CT34                | 10 febbraio 2010  | Spacewatch        |
| 384476 - | 2010 CY37                | 29 settembre 2008 | Mt. Lemmon Survey |
| 384477 - | 2010 CN38                | 13 febbraio 2010  | CSS               |
| 384478 - | 2010 CF39                | 13 febbraio 2010  | Mt. Lemmon Survey |
| 384479 - | 2010 CF40                | 13 febbraio 2010  | Spacewatch        |
| 384480 - | 2010 CA42                | 6 febbraio 2010   | Mt. Lemmon Survey |
| 384481 - | 2010 CR42                | 7 febbraio 2010   | OAM               |
| 384482 - | 2010 CH43                | 13 febbraio 2010  | Mt. Lemmon Survey |
| 384483 - | 2010 CU44                | 15 febbraio 2010  | Calvin College    |
| 384484 - | 2010 CZ56                | 13 febbraio 2010  | LINEAR            |
| 384485 - | 2010 CA57                | 13 febbraio 2010  | LINEAR            |
| 384486 - | 2010 CP59                | 21 settembre 2008 | Mt. Lemmon Survey |
| 384487 - | 2010 CW62                | 9 febbraio 2010   | CSS               |
| 384488 - | 2010 CG65                | 9 febbraio 2010   | Spacewatch        |
| 384489 - | 2010 CH65                | 9 febbraio 2010   | Spacewatch        |
| 384490 - | 2010 CS65                | 9 febbraio 2010   | Spacewatch        |
| 384491 - | 2010 CS66                | 10 febbraio 2010  | Spacewatch        |
| 384492 - | 2010 CT74                | 13 febbraio 2010  | Mt. Lemmon Survey |
| 384493 - | 2010 CC76                | 13 febbraio 2010  | Spacewatch        |
| 384494 - | 2010 CB79                | 13 febbraio 2010  | CSS               |
| 384495 - | 2010 CQ80                | 3 febbraio 2000   | Spacewatch        |
| 384496 - | 2010 CE82                | 13 febbraio 2010  | Spacewatch        |
| 384497 - | 2010 CM85                | 7 ottobre 2008    | Mt. Lemmon Survey |
| 384498 - | 2010 CM91                | 14 febbraio 2010  | Mt. Lemmon Survey |
| 384499 - | 2010 CV93                | 14 febbraio 2010  | Spacewatch        |
| 384500 - | 2010 CL95                | 14 febbraio 2010  | Spacewatch        |

## 384501-384600
| Nome                    | Designazione provvisoria | Data di scoperta  | Scopritore             |
| ----------------------- | ------------------------ | ----------------- | ---------------------- |
| 384501 -                | 2010 CJ108               | 14 febbraio 2010  | Mt. Lemmon Survey      |
| 384502 -                | 2010 CF109               | 24 settembre 2008 | Mt. Lemmon Survey      |
| 384503 -                | 2010 CN109               | 14 febbraio 2010  | Mt. Lemmon Survey      |
| 384504 -                | 2010 CR114               | 10 settembre 2004 | Spacewatch             |
| 384505 -                | 2010 CY117               | 15 febbraio 2010  | Spacewatch             |
| 384506 -                | 2010 CJ120               | 15 febbraio 2010  | CSS                    |
| 384507 -                | 2010 CL120               | 15 febbraio 2010  | CSS                    |
| 384508 -                | 2010 CU123               | 27 novembre 2009  | Mt. Lemmon Survey      |
| 384509 -                | 2010 CR138               | 15 febbraio 2010  | Mt. Lemmon Survey      |
| 384510 -                | 2010 CS139               | 15 febbraio 2010  | CSS                    |
| 384511 -                | 2010 CU143               | 9 febbraio 2010   | CSS                    |
| 384512 -                | 2010 CE146               | 15 febbraio 2010  | CSS                    |
| 384513 -                | 2010 CA157               | 15 febbraio 2010  | Mt. Lemmon Survey      |
| 384514 -                | 2010 CW158               | 15 febbraio 2010  | Spacewatch             |
| 384515 -                | 2010 CY180               | 13 febbraio 2010  | Pan-STARRS1            |
| 384516 -                | 2010 CP182               | 14 febbraio 2010  | Pan-STARRS1            |
| 384517 -                | 2010 CQ182               | 1º ottobre 2008   | Spacewatch             |
| 384518 -                | 2010 CG218               | 7 febbraio 2010   | WISE                   |
| 384519 -                | 2010 CA249               | 18 luglio 2007    | Mt. Lemmon Survey      |
| 384520 -                | 2010 DR1                 | 17 febbraio 2010  | LINEAR                 |
| 384521 -                | 2010 DT6                 | 16 febbraio 2010  | Spacewatch             |
| 384522 -                | 2010 DE11                | 16 febbraio 2010  | Mt. Lemmon Survey      |
| 384523 -                | 2010 DE22                | 17 febbraio 2010  | WISE                   |
| 384524 -                | 2010 DF22                | 17 febbraio 2010  | WISE                   |
| 384525 -                | 2010 DB36                | 8 gennaio 2010    | Spacewatch             |
| 384526 -                | 2010 DC36                | 16 febbraio 2010  | Spacewatch             |
| 384527 -                | 2010 DD36                | 16 febbraio 2010  | Spacewatch             |
| 384528 -                | 2010 DV38                | 20 dicembre 2004  | Mt. Lemmon Survey      |
| 384529 -                | 2010 DK40                | 16 febbraio 2010  | Spacewatch             |
| 384530 -                | 2010 DQ45                | 17 febbraio 2010  | Spacewatch             |
| 384531 -                | 2010 DG53                | 22 febbraio 2010  | WISE                   |
| 384532 -                | 2010 DO54                | 1º novembre 2008  | Mt. Lemmon Survey      |
| 384533 Tenerelli        | 2010 DT56                | 23 febbraio 2010  | WISE                   |
| 384534 -                | 2010 DG73                | 27 febbraio 2010  | WISE                   |
| 384535 -                | 2010 DN76                | 17 febbraio 2010  | Spacewatch             |
| 384536 -                | 2010 DE77                | 27 settembre 2008 | Mt. Lemmon Survey      |
| 384537 -                | 2010 DU77                | 16 febbraio 2010  | Pan-STARRS1            |
| 384538 -                | 2010 EH1                 | 1º marzo 2010     | WISE                   |
| 384539 -                | 2010 EA21                | 9 marzo 2010      | Schwab, E., Kling, R.  |
| 384540 -                | 2010 ED33                | 26 ottobre 2008   | Mt. Lemmon Survey      |
| 384541 -                | 2010 EU34                | 10 marzo 2010     | OAM                    |
| 384542 -                | 2010 EW36                | 4 marzo 2010      | Spacewatch             |
| 384543 -                | 2010 EM39                | 10 marzo 2010     | OAM                    |
| 384544 -                | 2010 ER39                | 10 marzo 2010     | OAM                    |
| 384545 -                | 2010 EP75                | 13 febbraio 2010  | Mt. Lemmon Survey      |
| 384546 -                | 2010 EZ78                | 12 marzo 2010     | Mt. Lemmon Survey      |
| 384547 -                | 2010 EH79                | 12 marzo 2010     | Mt. Lemmon Survey      |
| 384548 -                | 2010 EY110               | 12 marzo 2010     | Spacewatch             |
| 384549 -                | 2010 EX111               | 12 marzo 2010     | Spacewatch             |
| 384550 -                | 2010 ET113               | 5 marzo 2010      | CSS                    |
| 384551 -                | 2010 EP121               | 3 novembre 2008   | Mt. Lemmon Survey      |
| 384552 -                | 2010 EK123               | 15 marzo 2010     | Spacewatch             |
| 384553 -                | 2010 ES157               | 23 novembre 1995  | Spacewatch             |
| 384554 -                | 2010 FH6                 | 16 marzo 2010     | Spacewatch             |
| 384555 -                | 2010 FO11                | 18 febbraio 2010  | Mt. Lemmon Survey      |
| 384556 -                | 2010 FK13                | 16 marzo 2010     | PMO NEO Survey Program |
| 384557 -                | 2010 FL18                | 18 novembre 2008  | Spacewatch             |
| 384558 -                | 2010 FF28                | 20 marzo 2010     | Mt. Lemmon Survey      |
| 384559 -                | 2010 FL28                | 5 marzo 2006      | Spacewatch             |
| 384560 -                | 2010 FO30                | 18 marzo 2010     | Spacewatch             |
| 384561 -                | 2010 FH55                | 23 marzo 2010     | Mt. Lemmon Survey      |
| 384562 -                | 2010 FM90                | 21 marzo 2010     | Spacewatch             |
| 384563 -                | 2010 FN100               | 12 marzo 2010     | Mt. Lemmon Survey      |
| 384564 -                | 2010 GX96                | 4 aprile 2010     | Spacewatch             |
| 384565 -                | 2010 GA97                | 5 aprile 2010     | Spacewatch             |
| 384566 -                | 2010 GV99                | 4 aprile 2010     | Spacewatch             |
| 384567 -                | 2010 GE105               | 22 settembre 2008 | Spacewatch             |
| 384568 -                | 2010 GL105               | 7 aprile 2010     | Spacewatch             |
| 384569 -                | 2010 GA122               | 20 gennaio 2010   | WISE                   |
| 384570 -                | 2010 GA127               | 1º febbraio 2010  | WISE                   |
| 384571 -                | 2010 GB134               | 29 ottobre 2003   | LONEOS                 |
| 384572 -                | 2010 GO157               | 14 gennaio 2010   | WISE                   |
| 384573 -                | 2010 GQ171               | 15 gennaio 2005   | Spacewatch             |
| 384574 -                | 2010 GJ172               | 25 maggio 1995    | Spacewatch             |
| 384575 -                | 2010 GS172               | 12 maggio 2005    | Mt. Lemmon Survey      |
| 384576 -                | 2010 GW173               | 22 dicembre 2000  | Spacewatch             |
| 384577 -                | 2010 GX173               | 18 febbraio 2010  | Spacewatch             |
| 384578 -                | 2010 HL14                | 8 ottobre 2008    | Mt. Lemmon Survey      |
| 384579 -                | 2010 HO15                | 19 novembre 2009  | Mt. Lemmon Survey      |
| 384580 -                | 2010 HU108               | 26 aprile 2010    | Mt. Lemmon Survey      |
| 384581 -                | 2010 HA114               | 20 marzo 2010     | CSS                    |
| 384582 Juliasmith       | 2010 JS14                | 2 maggio 2010     | WISE                   |
| 384583 -                | 2010 JC44                | 13 febbraio 2010  | WISE                   |
| 384584 Jenniferlawrence | 2010 JL85                | 16 gennaio 2010   | WISE                   |
| 384585 -                | 2010 JM110               | 6 maggio 2010     | Spacewatch             |
| 384586 -                | 2010 JJ117               | 4 maggio 2010     | Spacewatch             |
| 384587 -                | 2010 JJ122               | 14 febbraio 2010  | Mt. Lemmon Survey      |
| 384588 -                | 2010 JS151               | 9 aprile 2010     | Spacewatch             |
| 384589 -                | 2010 JD178               | 14 settembre 1998 | Spacewatch             |
| 384590 -                | 2010 KK32                | 19 maggio 2010    | WISE                   |
| 384591 -                | 2010 LR14                | 3 giugno 2010     | Spacewatch             |
| 384592 -                | 2010 LX30                | 6 giugno 2010     | WISE                   |
| 384593 -                | 2010 LV87                | 19 ottobre 2007   | CSS                    |
| 384594 -                | 2010 LM125               | 20 marzo 2010     | Siding Spring Survey   |
| 384595 -                | 2010 OV13                | 27 gennaio 2010   | WISE                   |
| 384596 -                | 2010 OL17                | 17 luglio 2010    | WISE                   |
| 384597 -                | 2010 OE36                | 6 giugno 2005     | Spacewatch             |
| 384598 -                | 2010 OY63                | 24 luglio 2010    | WISE                   |
| 384599 -                | 2010 OA64                | 30 gennaio 2010   | WISE                   |
| 384600 -                | 2010 OV97                | 28 luglio 2010    | WISE                   |

## 384601-384700
| Nome     | Designazione provvisoria | Data di scoperta  | Scopritore           |
| -------- | ------------------------ | ----------------- | -------------------- |
| 384601 - | 2010 OW101               | 29 gennaio 2010   | WISE                 |
| 384602 - | 2010 RM167               | 10 settembre 2010 | OAM                  |
| 384603 - | 2010 TM20                | 1º ottobre 2010   | CSS                  |
| 384604 - | 2010 TJ177               | 19 maggio 2004    | LINEAR               |
| 384605 - | 2010 UC76                | 31 agosto 2003    | Spacewatch           |
| 384606 - | 2010 XA35                | 25 marzo 2009     | Mt. Lemmon Survey    |
| 384607 - | 2011 AJ10                | 17 ottobre 2003   | Spacewatch           |
| 384608 - | 2011 AW40                | 28 novembre 2000  | Spacewatch           |
| 384609 - | 2011 BJ29                | 24 novembre 2003  | Spacewatch           |
| 384610 - | 2011 BU40                | 17 ottobre 2003   | Spacewatch           |
| 384611 - | 2011 BN72                | 16 settembre 2009 | Spacewatch           |
| 384612 - | 2011 BQ81                | 15 novembre 2006  | Spacewatch           |
| 384613 - | 2011 BB101               | 18 ottobre 2006   | Spacewatch           |
| 384614 - | 2011 BP115               | 13 gennaio 2011   | Spacewatch           |
| 384615 - | 2011 CC6                 | 19 dicembre 2003  | LINEAR               |
| 384616 - | 2011 CH8                 | 7 marzo 2008      | Spacewatch           |
| 384617 - | 2011 CG17                | 8 aprile 2008     | Spacewatch           |
| 384618 - | 2011 CM29                | 27 settembre 2006 | CSS                  |
| 384619 - | 2011 CV73                | 3 aprile 2008     | Mt. Lemmon Survey    |
| 384620 - | 2011 CJ82                | 28 settembre 2009 | Spacewatch           |
| 384621 - | 2011 CW87                | 18 marzo 2004     | LINEAR               |
| 384622 - | 2011 CD90                | 22 settembre 2009 | Spacewatch           |
| 384623 - | 2011 CE102               | 11 novembre 2006  | Mt. Lemmon Survey    |
| 384624 - | 2011 CY106               | 28 agosto 2006    | Spacewatch           |
| 384625 - | 2011 CJ117               | 17 giugno 2005    | Mt. Lemmon Survey    |
| 384626 - | 2011 CR117               | 16 luglio 2001    | LONEOS               |
| 384627 - | 2011 DE                  | 10 febbraio 2007  | Mt. Lemmon Survey    |
| 384628 - | 2011 DA4                 | 14 dicembre 2010  | Mt. Lemmon Survey    |
| 384629 - | 2011 DJ18                | 9 dicembre 2006   | Spacewatch           |
| 384630 - | 2011 DV18                | 26 aprile 2008    | Spacewatch           |
| 384631 - | 2011 DS24                | 28 settembre 2009 | Mt. Lemmon Survey    |
| 384632 - | 2011 DM25                | 3 ottobre 2003    | Spacewatch           |
| 384633 - | 2011 DU41                | 25 febbraio 2011  | CSS                  |
| 384634 - | 2011 EL6                 | 2 ottobre 2006    | Mt. Lemmon Survey    |
| 384635 - | 2011 EP19                | 29 aprile 2008    | Spacewatch           |
| 384636 - | 2011 EB23                | 27 aprile 2000    | Spacewatch           |
| 384637 - | 2011 EZ38                | 17 settembre 2009 | Spacewatch           |
| 384638 - | 2011 EU40                | 10 giugno 2004    | LINEAR               |
| 384639 - | 2011 EY42                | 7 agosto 2008     | Spacewatch           |
| 384640 - | 2011 EM44                | 18 marzo 2004     | Spacewatch           |
| 384641 - | 2011 EF45                | 17 novembre 2006  | Mt. Lemmon Survey    |
| 384642 - | 2011 ED52                | 17 novembre 2009  | Mt. Lemmon Survey    |
| 384643 - | 2011 EU62                | 6 marzo 2010      | WISE                 |
| 384644 - | 2011 ES69                | 13 febbraio 2004  | Spacewatch           |
| 384645 - | 2011 EN71                | 11 dicembre 2006  | Spacewatch           |
| 384646 - | 2011 EV76                | 9 luglio 2005     | Spacewatch           |
| 384647 - | 2011 EJ79                | 4 marzo 1994      | Spacewatch           |
| 384648 - | 2011 EA86                | 1º ottobre 2005   | Spacewatch           |
| 384649 - | 2011 FK2                 | 13 marzo 2011     | Spacewatch           |
| 384650 - | 2011 FN3                 | 5 gennaio 2000    | Spacewatch           |
| 384651 - | 2011 FR3                 | 16 maggio 2008    | Spacewatch           |
| 384652 - | 2011 FY6                 | 15 marzo 2004     | Spacewatch           |
| 384653 - | 2011 FQ9                 | 19 dicembre 2003  | Spacewatch           |
| 384654 - | 2011 FD11                | 25 novembre 2006  | Spacewatch           |
| 384655 - | 2011 FG11                | 31 ottobre 2006   | Spacewatch           |
| 384656 - | 2011 FK13                | 9 maggio 2004     | Spacewatch           |
| 384657 - | 2011 FQ15                | 18 aprile 2007    | Spacewatch           |
| 384658 - | 2011 FB16                | 23 settembre 2008 | Mt. Lemmon Survey    |
| 384659 - | 2011 FN17                | 20 aprile 2004    | Siding Spring Survey |
| 384660 - | 2011 FF18                | 8 marzo 2005      | Spacewatch           |
| 384661 - | 2011 FZ18                | 27 marzo 2011     | Mt. Lemmon Survey    |
| 384662 - | 2011 FF23                | 24 ottobre 2009   | Spacewatch           |
| 384663 - | 2011 FP28                | 20 luglio 2004    | Siding Spring Survey |
| 384664 - | 2011 FD33                | 28 gennaio 2007   | Spacewatch           |
| 384665 - | 2011 FP33                | 15 marzo 2004     | CSS                  |
| 384666 - | 2011 FE35                | 4 luglio 2005     | Mt. Lemmon Survey    |
| 384667 - | 2011 FU37                | 22 novembre 2009  | Mt. Lemmon Survey    |
| 384668 - | 2011 FX48                | 15 maggio 2004    | LINEAR               |
| 384669 - | 2011 FL49                | 12 dicembre 2006  | Spacewatch           |
| 384670 - | 2011 FM55                | 13 maggio 2004    | Spacewatch           |
| 384671 - | 2011 FF61                | 23 febbraio 2007  | Spacewatch           |
| 384672 - | 2011 FX63                | 26 settembre 2009 | Spacewatch           |
| 384673 - | 2011 FN70                | 19 aprile 2004    | Spacewatch           |
| 384674 - | 2011 FX78                | 2 marzo 2011      | Spacewatch           |
| 384675 - | 2011 FT83                | 29 febbraio 2000  | LINEAR               |
| 384676 - | 2011 FC86                | 1º dicembre 2006  | Mt. Lemmon Survey    |
| 384677 - | 2011 FT133               | 17 settembre 2004 | Spacewatch           |
| 384678 - | 2011 FM152               | 29 settembre 2005 | Spacewatch           |
| 384679 - | 2011 GR3                 | 24 novembre 2009  | Spacewatch           |
| 384680 - | 2011 GH11                | 3 marzo 1997      | Spacewatch           |
| 384681 - | 2011 GJ30                | 13 maggio 2004    | Spacewatch           |
| 384682 - | 2011 GX30                | 20 novembre 2006  | Mt. Lemmon Survey    |
| 384683 - | 2011 GD31                | 2 settembre 2008  | Spacewatch           |
| 384684 - | 2011 GO32                | 26 dicembre 2009  | Spacewatch           |
| 384685 - | 2011 GV32                | 17 gennaio 2007   | CSS                  |
| 384686 - | 2011 GS35                | 27 dicembre 2006  | Mt. Lemmon Survey    |
| 384687 - | 2011 GX57                | 16 ottobre 2009   | Mt. Lemmon Survey    |
| 384688 - | 2011 GF58                | 22 aprile 2007    | Mt. Lemmon Survey    |
| 384689 - | 2011 GJ59                | 23 marzo 2004     | LINEAR               |
| 384690 - | 2011 GE61                | 26 novembre 2009  | Mt. Lemmon Survey    |
| 384691 - | 2011 GM74                | 28 gennaio 2006   | Mt. Lemmon Survey    |
| 384692 - | 2011 GN74                | 23 ottobre 2009   | Mt. Lemmon Survey    |
| 384693 - | 2011 GN84                | 20 ottobre 2005   | Mt. Lemmon Survey    |
| 384694 - | 2011 HR1                 | 26 ottobre 2008   | Mt. Lemmon Survey    |
| 384695 - | 2011 HG6                 | 27 novembre 2009  | Spacewatch           |
| 384696 - | 2011 HN6                 | 4 gennaio 2006    | CSS                  |
| 384697 - | 2011 HJ9                 | 12 aprile 2011    | CSS                  |
| 384698 - | 2011 HH11                | 12 maggio 2007    | Mt. Lemmon Survey    |
| 384699 - | 2011 HQ11                | 18 maggio 2010    | WISE                 |
| 384700 - | 2011 HV11                | 17 febbraio 2007  | Spacewatch           |

## 384701-384800
| Nome     | Designazione provvisoria | Data di scoperta  | Scopritore           |
| -------- | ------------------------ | ----------------- | -------------------- |
| 384701 - | 2011 HL12                | 11 aprile 2011    | Mt. Lemmon Survey    |
| 384702 - | 2011 HE27                | 27 gennaio 2000   | Spacewatch           |
| 384703 - | 2011 HP27                | 16 marzo 2004     | Spacewatch           |
| 384704 - | 2011 HW29                | 27 ottobre 2005   | Spacewatch           |
| 384705 - | 2011 HQ30                | 17 gennaio 2007   | Spacewatch           |
| 384706 - | 2011 HB33                | 4 novembre 2004   | Spacewatch           |
| 384707 - | 2011 HS33                | 29 settembre 2008 | CSS                  |
| 384708 - | 2011 HK41                | 20 dicembre 2009  | Spacewatch           |
| 384709 - | 2011 HR41                | 13 marzo 2007     | Spacewatch           |
| 384710 - | 2011 HV44                | 29 ottobre 2008   | Spacewatch           |
| 384711 - | 2011 HH51                | 30 ottobre 2008   | CSS                  |
| 384712 - | 2011 HM51                | 22 dicembre 2003  | Spacewatch           |
| 384713 - | 2011 HR55                | 8 gennaio 2010    | Mt. Lemmon Survey    |
| 384714 - | 2011 HF56                | 21 novembre 2009  | Mt. Lemmon Survey    |
| 384715 - | 2011 HU58                | 2 febbraio 2006   | Mt. Lemmon Survey    |
| 384716 - | 2011 HW58                | 21 marzo 2004     | Spacewatch           |
| 384717 - | 2011 HT70                | 4 aprile 2011     | Spacewatch           |
| 384718 - | 2011 HL78                | 9 marzo 2011      | Spacewatch           |
| 384719 - | 2011 HU78                | 12 ottobre 2004   | LONEOS               |
| 384720 - | 2011 HC92                | 23 novembre 2006  | Mt. Lemmon Survey    |
| 384721 - | 2011 HC101               | 1º ottobre 2005   | Mt. Lemmon Survey    |
| 384722 - | 2011 HN102               | 4 ottobre 2008    | CSS                  |
| 384723 - | 2011 JG5                 | 12 aprile 2011    | CSS                  |
| 384724 - | 2011 JU8                 | 16 febbraio 2010  | Mt. Lemmon Survey    |
| 384725 - | 2011 JZ16                | 26 marzo 2003     | Spacewatch           |
| 384726 - | 2011 JC27                | 7 gennaio 2006    | Spacewatch           |
| 384727 - | 2011 JN29                | 13 gennaio 1996   | Spacewatch           |
| 384728 - | 2011 KT                  | 27 febbraio 2006  | Spacewatch           |
| 384729 - | 2011 KE2                 | 29 ottobre 2005   | Spacewatch           |
| 384730 - | 2011 KR3                 | 3 aprile 2010     | WISE                 |
| 384731 - | 2011 KZ9                 | 23 aprile 2011    | Spacewatch           |
| 384732 - | 2011 KN19                | 27 dicembre 2006  | Mt. Lemmon Survey    |
| 384733 - | 2011 KS26                | 4 maggio 2011     | Siding Spring Survey |
| 384734 - | 2011 KT32                | 4 novembre 2004   | CSS                  |
| 384735 - | 2011 KZ32                | 21 dicembre 2008  | Spacewatch           |
| 384736 - | 2011 KM33                | 21 febbraio 2007  | Mt. Lemmon Survey    |
| 384737 - | 2011 LK5                 | 3 novembre 2008   | Mt. Lemmon Survey    |
| 384738 - | 2011 LZ6                 | 18 novembre 2003  | Spacewatch           |
| 384739 - | 2011 LU12                | 8 gennaio 2010    | CSS                  |
| 384740 - | 2011 LX12                | 9 ottobre 1996    | Spacewatch           |
| 384741 - | 2011 LX14                | 10 dicembre 2009  | Mt. Lemmon Survey    |
| 384742 - | 2011 LR26                | 25 dicembre 2005  | Spacewatch           |
| 384743 - | 2011 MY4                 | 11 marzo 2007     | CSS                  |
| 384744 - | 2011 OY23                | 2 febbraio 2009   | CSS                  |
| 384745 - | 2011 OE29                | 8 giugno 2011     | Mt. Lemmon Survey    |
| 384746 - | 2011 OH33                | 29 maggio 2000    | Spacewatch           |
| 384747 - | 2011 OB49                | 7 gennaio 2006    | Mt. Lemmon Survey    |
| 384748 - | 2011 ON56                | 6 febbraio 2010   | Spacewatch           |
| 384749 - | 2011 PL4                 | 16 settembre 2006 | CSS                  |
| 384750 - | 2011 QK26                | 20 settembre 2003 | Spacewatch           |
| 384751 - | 2011 QW41                | 15 marzo 2004     | Spacewatch           |
| 384752 - | 2011 QD52                | 18 dicembre 2004  | Mt. Lemmon Survey    |
| 384753 - | 2011 QM54                | 6 aprile 2010     | CSS                  |
| 384754 - | 2011 QD58                | 14 novembre 2007  | Mt. Lemmon Survey    |
| 384755 - | 2011 QT63                | 2 febbraio 2001   | Spacewatch           |
| 384756 - | 2011 QD75                | 10 gennaio 1997   | Spacewatch           |
| 384757 - | 2011 SR14                | 31 ottobre 2006   | Mt. Lemmon Survey    |
| 384758 - | 2011 ST263               | 20 maggio 2004    | Spacewatch           |
| 384759 - | 2011 WL90                | 1º dicembre 1994  | Spacewatch           |
| 384760 - | 2012 FV44                | 27 giugno 2004    | Siding Spring Survey |
| 384761 - | 2012 HM43                | 31 dicembre 2007  | Spacewatch           |
| 384762 - | 2012 HM63                | 31 dicembre 2007  | Spacewatch           |
| 384763 - | 2012 JA28                | 5 marzo 2010      | WISE                 |
| 384764 - | 2012 KK                  | 15 gennaio 2001   | Spacewatch           |
| 384765 - | 2012 KO24                | 29 giugno 1998    | Spacewatch           |
| 384766 - | 2012 KE42                | 13 ottobre 2009   | LINEAR               |
| 384767 - | 2012 LN                  | 13 gennaio 2011   | Spacewatch           |
| 384768 - | 2012 LE6                 | 17 ottobre 2006   | CSS                  |
| 384769 - | 2012 LT23                | 16 dicembre 2004  | LINEAR               |
| 384770 - | 2012 ML4                 | 30 luglio 2008    | Mt. Lemmon Survey    |
| 384771 - | 2012 MH16                | 12 luglio 2005    | Mt. Lemmon Survey    |
| 384772 - | 2012 OE                  | 28 settembre 2008 | CSS                  |
| 384773 - | 2012 ON5                 | 18 gennaio 2009   | Spacewatch           |
| 384774 - | 2012 PF                  | 2 dicembre 2010   | Mt. Lemmon Survey    |
| 384775 - | 2012 PV                  | 23 novembre 2009  | Spacewatch           |
| 384776 - | 2012 PY1                 | 25 febbraio 2006  | Spacewatch           |
| 384777 - | 2012 PT2                 | 20 ottobre 2008   | Spacewatch           |
| 384778 - | 2012 PM10                | 2 febbraio 2006   | Spacewatch           |
| 384779 - | 2012 PP10                | 20 settembre 2003 | Spacewatch           |
| 384780 - | 2012 PC12                | 14 ottobre 2007   | CSS                  |
| 384781 - | 2012 PY13                | 23 settembre 2008 | Mt. Lemmon Survey    |
| 384782 - | 2012 PN21                | 22 dicembre 2003  | Spacewatch           |
| 384783 - | 2012 PE23                | 18 settembre 2003 | Spacewatch           |
| 384784 - | 2012 PL26                | 6 dicembre 1996   | Spacewatch           |
| 384785 - | 2012 PG31                | 28 novembre 2005  | Spacewatch           |
| 384786 - | 2012 PB35                | 29 settembre 2005 | Spacewatch           |
| 384787 - | 2012 PG37                | 15 marzo 2007     | Spacewatch           |
| 384788 - | 2012 PH37                | 25 novembre 2005  | Spacewatch           |
| 384789 - | 2012 PU43                | 21 settembre 2007 | Spacewatch           |
| 384790 - | 2012 PY43                | 18 settembre 2003 | Spacewatch           |
| 384791 - | 2012 QV13                | 26 maggio 2006    | Mt. Lemmon Survey    |
| 384792 - | 2012 QK15                | 8 ottobre 1993    | Spacewatch           |
| 384793 - | 2012 QD20                | 17 febbraio 2004  | Spacewatch           |
| 384794 - | 2012 QD21                | 15 novembre 2007  | Mt. Lemmon Survey    |
| 384795 - | 2012 QK24                | 15 febbraio 2010  | Spacewatch           |
| 384796 - | 2012 QT25                | 27 settembre 2003 | Spacewatch           |
| 384797 - | 2012 QA26                | 4 marzo 2005      | Mt. Lemmon Survey    |
| 384798 - | 2012 QQ27                | 20 settembre 2001 | LINEAR               |
| 384799 - | 2012 QO28                | 12 settembre 2007 | Mt. Lemmon Survey    |
| 384800 - | 2012 QV28                | 10 febbraio 1996  | Spacewatch           |

## 384801-384900
| Nome             | Designazione provvisoria | Data di scoperta  | Scopritore           |
| ---------------- | ------------------------ | ----------------- | -------------------- |
| 384801 -         | 2012 QJ30                | 3 ottobre 2003    | Spacewatch           |
| 384802 -         | 2012 QN33                | 11 marzo 2011     | Mt. Lemmon Survey    |
| 384803 -         | 2012 QT33                | 20 marzo 2004     | LINEAR               |
| 384804 -         | 2012 QL34                | 23 ottobre 2008   | Spacewatch           |
| 384805 -         | 2012 QU34                | 1º dicembre 2003  | Spacewatch           |
| 384806 -         | 2012 QD36                | 27 gennaio 2004   | Spacewatch           |
| 384807 -         | 2012 QL36                | 30 settembre 2008 | CSS                  |
| 384808 -         | 2012 QX36                | 7 gennaio 2006    | Mt. Lemmon Survey    |
| 384809 -         | 2012 QA41                | 10 maggio 2007    | Mt. Lemmon Survey    |
| 384810 -         | 2012 QW41                | 16 ottobre 2003   | LONEOS               |
| 384811 -         | 2012 QQ44                | 20 giugno 1998    | Spacewatch           |
| 384812 -         | 2012 QN50                | 19 novembre 2008  | Spacewatch           |
| 384813 -         | 2012 QD51                | 14 ottobre 1999   | LINEAR               |
| 384814 -         | 2012 RX1                 | 27 agosto 1998    | Spacewatch           |
| 384815 Żołnowski | 2012 RC3                 | 24 novembre 2008  | CSS                  |
| 384816 -         | 2012 RW3                 | 2 marzo 2006      | Spacewatch           |
| 384817 -         | 2012 RD5                 | 18 settembre 1995 | Spacewatch           |
| 384818 -         | 2012 RE5                 | 27 agosto 2001    | LONEOS               |
| 384819 -         | 2012 RE7                 | 25 settembre 2007 | Mt. Lemmon Survey    |
| 384820 -         | 2012 RR12                | 30 ottobre 2008   | Spacewatch           |
| 384821 -         | 2012 RT12                | 4 febbraio 2006   | Mt. Lemmon Survey    |
| 384822 -         | 2012 RJ13                | 15 gennaio 2008   | Mt. Lemmon Survey    |
| 384823 -         | 2012 RO18                | 25 febbraio 2006  | Spacewatch           |
| 384824 -         | 2012 RA21                | 24 aprile 2000    | Spacewatch           |
| 384825 -         | 2012 RP22                | 5 novembre 2007   | Spacewatch           |
| 384826 -         | 2012 RM23                | 2 settembre 1995  | Spacewatch           |
| 384827 -         | 2012 RV25                | 16 dicembre 2006  | Mt. Lemmon Survey    |
| 384828 -         | 2012 RQ26                | 2 aprile 2006     | Spacewatch           |
| 384829 -         | 2012 RK28                | 21 settembre 2004 | LONEOS               |
| 384830 -         | 2012 RX28                | 29 ottobre 2008   | Spacewatch           |
| 384831 -         | 2012 RR30                | 5 settembre 2007  | CSS                  |
| 384832 -         | 2012 RD31                | 18 novembre 2003  | Spacewatch           |
| 384833 -         | 2012 RW35                | 23 settembre 2008 | Spacewatch           |
| 384834 -         | 2012 RR38                | 14 settembre 2012 | Mt. Lemmon Survey    |
| 384835 -         | 2012 RG40                | 1º giugno 2008    | Mt. Lemmon Survey    |
| 384836 -         | 2012 RA42                | 20 novembre 2003  | LINEAR               |
| 384837 -         | 2012 SA                  | 12 ottobre 1999   | LINEAR               |
| 384838 -         | 2012 SG                  | 4 marzo 2005      | Mt. Lemmon Survey    |
| 384839 -         | 2012 SB1                 | 9 settembre 2004  | Spacewatch           |
| 384840 -         | 2012 SD2                 | 29 agosto 2005    | Spacewatch           |
| 384841 -         | 2012 SN4                 | 27 febbraio 2006  | Spacewatch           |
| 384842 -         | 2012 SD5                 | 29 agosto 2006    | Spacewatch           |
| 384843 -         | 2012 SG5                 | 28 agosto 2006    | LONEOS               |
| 384844 -         | 2012 SV5                 | 3 settembre 2007  | CSS                  |
| 384845 -         | 2012 ST7                 | 20 settembre 1995 | Spacewatch           |
| 384846 -         | 2012 SG9                 | 20 settembre 2003 | Spacewatch           |
| 384847 -         | 2012 SK10                | 10 gennaio 2007   | Mt. Lemmon Survey    |
| 384848 -         | 2012 SB11                | 19 luglio 2007    | Mt. Lemmon Survey    |
| 384849 -         | 2012 SO14                | 15 gennaio 2010   | CSS                  |
| 384850 -         | 2012 SR14                | 18 settembre 2007 | Mt. Lemmon Survey    |
| 384851 -         | 2012 SW15                | 1º ottobre 2003   | Spacewatch           |
| 384852 -         | 2012 SU17                | 22 dicembre 2003  | Spacewatch           |
| 384853 -         | 2012 SA19                | 24 marzo 1998     | LINEAR               |
| 384854 -         | 2012 SB19                | 25 settembre 2007 | Mt. Lemmon Survey    |
| 384855 -         | 2012 SN21                | 14 febbraio 2010  | Mt. Lemmon Survey    |
| 384856 -         | 2012 SX22                | 20 ottobre 2008   | Spacewatch           |
| 384857 -         | 2012 ST24                | 15 settembre 2004 | Spacewatch           |
| 384858 -         | 2012 ST27                | 22 ottobre 2003   | Spacewatch           |
| 384859 -         | 2012 SD28                | 20 ottobre 1995   | Spacewatch           |
| 384860 -         | 2012 SN28                | 27 gennaio 2007   | Spacewatch           |
| 384861 -         | 2012 SP28                | 1º ottobre 2003   | Spacewatch           |
| 384862 -         | 2012 SL29                | 17 marzo 2004     | Spacewatch           |
| 384863 -         | 2012 SP29                | 9 febbraio 2005   | Mt. Lemmon Survey    |
| 384864 -         | 2012 SR30                | 9 ottobre 2007    | CSS                  |
| 384865 -         | 2012 SR31                | 18 novembre 2003  | Spacewatch           |
| 384866 -         | 2012 SM33                | 5 settembre 2008  | Spacewatch           |
| 384867 -         | 2012 SE34                | 20 ottobre 2003   | Spacewatch           |
| 384868 -         | 2012 SO34                | 25 ottobre 2001   | Spacewatch           |
| 384869 -         | 2012 SY37                | 10 settembre 2007 | Mt. Lemmon Survey    |
| 384870 -         | 2012 SW40                | 9 febbraio 2007   | Spacewatch           |
| 384871 -         | 2012 SA41                | 30 gennaio 2006   | CSS                  |
| 384872 -         | 2012 SN42                | 17 ottobre 2003   | Spacewatch           |
| 384873 -         | 2012 SP42                | 20 ottobre 2008   | Spacewatch           |
| 384874 -         | 2012 SW42                | 19 settembre 2003 | Spacewatch           |
| 384875 -         | 2012 SE45                | 25 ottobre 2008   | CSS                  |
| 384876 -         | 2012 SO46                | 25 febbraio 2006  | Mt. Lemmon Survey    |
| 384877 -         | 2012 SH47                | 16 ottobre 2007   | CSS                  |
| 384878 -         | 2012 SK49                | 20 settembre 2001 | Spacewatch           |
| 384879 -         | 2012 ST59                | 3 ottobre 2003    | Spacewatch           |
| 384880 -         | 2012 SG60                | 28 luglio 2008    | Siding Spring Survey |
| 384881 -         | 2012 SL60                | 25 ottobre 2008   | Spacewatch           |
| 384882 -         | 2012 SP60                | 7 novembre 2008   | Mt. Lemmon Survey    |
| 384883 -         | 2012 SZ64                | 10 settembre 2007 | Spacewatch           |
| 384884 -         | 2012 SY65                | 21 settembre 2008 | Spacewatch           |
| 384885 -         | 2012 SC66                | 30 agosto 2008    | LINEAR               |
| 384886 -         | 2012 TN3                 | 1º ottobre 1997   | Spacewatch           |
| 384887 -         | 2012 TG6                 | 3 novembre 2007   | Spacewatch           |
| 384888 -         | 2012 TT8                 | 22 ottobre 2003   | Spacewatch           |
| 384889 -         | 2012 TB9                 | 25 marzo 2006     | Spacewatch           |
| 384890 -         | 2012 TL10                | 14 luglio 1999    | LINEAR               |
| 384891 -         | 2012 TJ16                | 13 marzo 2005     | Spacewatch           |
| 384892 -         | 2012 TE18                | 20 ottobre 2007   | Mt. Lemmon Survey    |
| 384893 -         | 2012 TQ18                | 20 settembre 2001 | LINEAR               |
| 384894 -         | 2012 TL21                | 20 novembre 2003  | Spacewatch           |
| 384895 -         | 2012 TT26                | 29 agosto 2006    | Spacewatch           |
| 384896 -         | 2012 TT27                | 3 marzo 1997      | Spacewatch           |
| 384897 -         | 2012 TR28                | 20 febbraio 2001  | Spacewatch           |
| 384898 -         | 2012 TR29                | 27 ottobre 2008   | Mt. Lemmon Survey    |
| 384899 -         | 2012 TN31                | 1º dicembre 2003  | Spacewatch           |
| 384900 -         | 2012 TO31                | 30 settembre 2003 | Spacewatch           |

## 384901-385000
| Nome     | Designazione provvisoria | Data di scoperta  | Scopritore           |
| -------- | ------------------------ | ----------------- | -------------------- |
| 384901 - | 2012 TV31                | 22 ottobre 2003   | Spacewatch           |
| 384902 - | 2012 TS32                | 27 giugno 2004    | Siding Spring Survey |
| 384903 - | 2012 TZ32                | 19 settembre 1995 | Spacewatch           |
| 384904 - | 2012 TJ34                | 9 novembre 2004   | CSS                  |
| 384905 - | 2012 TF37                | 27 settembre 2008 | Mt. Lemmon Survey    |
| 384906 - | 2012 TL38                | 7 febbraio 2006   | Mt. Lemmon Survey    |
| 384907 - | 2012 TO39                | 24 settembre 2008 | Mt. Lemmon Survey    |
| 384908 - | 2012 TV39                | 20 ottobre 2008   | Spacewatch           |
| 384909 - | 2012 TY39                | 29 dicembre 2008  | Mt. Lemmon Survey    |
| 384910 - | 2012 TC44                | 18 dicembre 2004  | Mt. Lemmon Survey    |
| 384911 - | 2012 TM51                | 9 ottobre 2007    | Spacewatch           |
| 384912 - | 2012 TJ54                | 10 novembre 2001  | LINEAR               |
| 384913 - | 2012 TP55                | 8 aprile 2006     | Spacewatch           |
| 384914 - | 2012 TQ57                | 21 novembre 2008  | Mt. Lemmon Survey    |
| 384915 - | 2012 TU59                | 25 marzo 2006     | Spacewatch           |
| 384916 - | 2012 TW59                | 13 ottobre 2007   | Spacewatch           |
| 384917 - | 2012 TZ65                | 1º novembre 2007  | CSS                  |
| 384918 - | 2012 TE66                | 6 novembre 2007   | Spacewatch           |
| 384919 - | 2012 TV71                | 1º aprile 2005    | Spacewatch           |
| 384920 - | 2012 TW71                | 12 ottobre 2007   | Mt. Lemmon Survey    |
| 384921 - | 2012 TN73                | 24 ottobre 2003   | Spacewatch           |
| 384922 - | 2012 TT76                | 2 novembre 2007   | Spacewatch           |
| 384923 - | 2012 TX82                | 16 novembre 2001  | Spacewatch           |
| 384924 - | 2012 TR84                | 15 gennaio 2005   | Spacewatch           |
| 384925 - | 2012 TY85                | 14 dicembre 2001  | LINEAR               |
| 384926 - | 2012 TL87                | 11 aprile 2005    | Mt. Lemmon Survey    |
| 384927 - | 2012 TG88                | 7 ottobre 2007    | Mt. Lemmon Survey    |
| 384928 - | 2012 TN88                | 23 marzo 2004     | Spacewatch           |
| 384929 - | 2012 TR89                | 29 agosto 2006    | CSS                  |
| 384930 - | 2012 TW89                | 14 febbraio 2005  | Spacewatch           |
| 384931 - | 2012 TW90                | 14 marzo 2005     | Mt. Lemmon Survey    |
| 384932 - | 2012 TF91                | 17 marzo 2007     | Spacewatch           |
| 384933 - | 2012 TC92                | 19 novembre 2003  | Spacewatch           |
| 384934 - | 2012 TL94                | 18 settembre 2007 | Spacewatch           |
| 384935 - | 2012 TD98                | 22 settembre 2003 | Spacewatch           |
| 384936 - | 2012 TV101               | 17 marzo 2005     | Mt. Lemmon Survey    |
| 384937 - | 2012 TG102               | 13 settembre 2007 | Spacewatch           |
| 384938 - | 2012 TV102               | 21 ottobre 2007   | Spacewatch           |
| 384939 - | 2012 TG106               | 5 ottobre 2004    | Spacewatch           |
| 384940 - | 2012 TO106               | 16 settembre 2006 | Spacewatch           |
| 384941 - | 2012 TR113               | 2 novembre 2007   | Spacewatch           |
| 384942 - | 2012 TY118               | 25 ottobre 2008   | Spacewatch           |
| 384943 - | 2012 TA119               | 17 ottobre 2003   | Spacewatch           |
| 384944 - | 2012 TQ123               | 11 settembre 2004 | Spacewatch           |
| 384945 - | 2012 TA125               | 10 aprile 2005    | Mt. Lemmon Survey    |
| 384946 - | 2012 TN126               | 24 ottobre 2003   | Spacewatch           |
| 384947 - | 2012 TA127               | 30 gennaio 2006   | Spacewatch           |
| 384948 - | 2012 TU127               | 6 novembre 2007   | Spacewatch           |
| 384949 - | 2012 TM128               | 1º gennaio 2008   | Mt. Lemmon Survey    |
| 384950 - | 2012 TE129               | 15 dicembre 2001  | LINEAR               |
| 384951 - | 2012 TO130               | 17 ottobre 2003   | Spacewatch           |
| 384952 - | 2012 TY130               | 26 agosto 2001    | Spacewatch           |
| 384953 - | 2012 TG133               | 12 marzo 2007     | Spacewatch           |
| 384954 - | 2012 TQ133               | 18 novembre 2008  | Spacewatch           |
| 384955 - | 2012 TZ134               | 3 giugno 2011     | Mt. Lemmon Survey    |
| 384956 - | 2012 TY136               | 16 luglio 1998    | Spacewatch           |
| 384957 - | 2012 TM144               | 7 settembre 2007  | LINEAR               |
| 384958 - | 2012 TM146               | 12 settembre 2007 | Mt. Lemmon Survey    |
| 384959 - | 2012 TU148               | 25 settembre 2007 | Mt. Lemmon Survey    |
| 384960 - | 2012 TJ149               | 18 dicembre 2001  | Spacewatch           |
| 384961 - | 2012 TA151               | 23 gennaio 2010   | WISE                 |
| 384962 - | 2012 TT151               | 24 settembre 2006 | Spacewatch           |
| 384963 - | 2012 TH153               | 2 ottobre 2003    | Spacewatch           |
| 384964 - | 2012 TB154               | 10 ottobre 2007   | Spacewatch           |
| 384965 - | 2012 TE154               | 2 marzo 2006      | Spacewatch           |
| 384966 - | 2012 TQ154               | 7 ottobre 2004    | Spacewatch           |
| 384967 - | 2012 TF155               | 14 marzo 2004     | Spacewatch           |
| 384968 - | 2012 TH155               | 30 ottobre 2007   | Mt. Lemmon Survey    |
| 384969 - | 2012 TS156               | 4 maggio 2006     | Spacewatch           |
| 384970 - | 2012 TS157               | 11 settembre 2007 | Spacewatch           |
| 384971 - | 2012 TK159               | 13 settembre 2007 | Mt. Lemmon Survey    |
| 384972 - | 2012 TN161               | 29 ottobre 2003   | Spacewatch           |
| 384973 - | 2012 TL162               | 14 marzo 2004     | Spacewatch           |
| 384974 - | 2012 TE163               | 12 marzo 2010     | Mt. Lemmon Survey    |
| 384975 - | 2012 TU167               | 19 gennaio 1996   | Spacewatch           |
| 384976 - | 2012 TA169               | 14 marzo 1999     | Spacewatch           |
| 384977 - | 2012 TH169               | 28 novembre 1994  | Spacewatch           |
| 384978 - | 2012 TK173               | 13 settembre 2007 | Mt. Lemmon Survey    |
| 384979 - | 2012 TZ173               | 9 febbraio 2005   | Mt. Lemmon Survey    |
| 384980 - | 2012 TD174               | 3 marzo 2000      | Spacewatch           |
| 384981 - | 2012 TZ178               | 3 dicembre 2008   | Spacewatch           |
| 384982 - | 2012 TR182               | 22 ottobre 2003   | Spacewatch           |
| 384983 - | 2012 TT185               | 2 marzo 2009      | CSS                  |
| 384984 - | 2012 TC188               | 18 novembre 2007  | Spacewatch           |
| 384985 - | 2012 TE188               | 26 maggio 2006    | Mt. Lemmon Survey    |
| 384986 - | 2012 TM188               | 8 aprile 2006     | Spacewatch           |
| 384987 - | 2012 TO188               | 29 agosto 2006    | LONEOS               |
| 384988 - | 2012 TU189               | 23 agosto 2007    | Spacewatch           |
| 384989 - | 2012 TE190               | 20 novembre 2001  | LINEAR               |
| 384990 - | 2012 TH191               | 16 gennaio 2010   | WISE                 |
| 384991 - | 2012 TE193               | 3 marzo 2009      | CSS                  |
| 384992 - | 2012 TG195               | 15 marzo 2004     | Spacewatch           |
| 384993 - | 2012 TS205               | 14 ottobre 2007   | Mt. Lemmon Survey    |
| 384994 - | 2012 TO207               | 20 ottobre 2006   | Spacewatch           |
| 384995 - | 2012 TK208               | 30 dicembre 2008  | Mt. Lemmon Survey    |
| 384996 - | 2012 TW213               | 27 gennaio 2000   | Spacewatch           |
| 384997 - | 2012 TG218               | 1º aprile 2003    | LINEAR               |
| 384998 - | 2012 TJ219               | 17 settembre 2012 | Spacewatch           |
| 384999 - | 2012 TT222               | 6 novembre 2007   | Spacewatch           |
| 385000 - | 2012 TW227               | 10 giugno 2007    | Spacewatch           |